# محمد بن يطو
محمد بن يطو من مواليد 1 نوفمبر 1989 بالمحمدية (ولاية معسكر) ، هو لاعب كرة قدم جزائري يلعب حالياً في نادي السيلية.

## وصلات خارجية
- محمد بن يطو على موقع الاتحاد الدولي (مؤرشف)  (الإنجليزية)
- محمد بن يطو على موقع قاعدة بيانات كرة القدم.إي يو (الإنجليزية)
- محمد بن يطو على موقع Soccerway.com (الإنجليزية)